# Giuseppe Colizzi
Giuseppe Colizzi (* 28. Juni 1925 in Rom; † 23. August 1978 ebenda) war ein italienischer Filmregisseur, Drehbuchautor und Filmproduzent.

## Leben
Colizzi begann 1948 im Filmgeschäft, als er eine lang anhaltende Zusammenarbeit mit Luigi Zampa, seinem Onkel,  begann; zunächst als Regieassistent, später als Produktionsleiter. Nach zwei Filmen als Produzent nahm er selbst auf dem Regiestuhl Platz und inszenierte 1967 mit Gott vergibt – Django nie! einen ernsthaften Western mit Terence Hill und Bud Spencer. 1981 bekam der Film wegen des mittlerweile großen Erfolges des Duos mit Western- und Actionkomödien eine sogenannte Schnoddersynchronisation und die härteren Szenen wurden gekürzt.
Es folgten drei weitere Filme mit Colizzi als Regisseur. 1975 wandte er sich dem Fernsehen zu und wurde Leiter des Privatsenders SPQR; für diesen konnte er bis zu seinem frühen Tode nur noch einen weiteren Film inszenieren.
Terence Hill widmete Colizzi seinen Film Keiner haut wie Don Camillo.

## Regisseur
- 1967: Gott vergibt – Django nie! (Dio perdona… io no!)
- 1968: Vier für ein Ave Maria (I Quattro dell'Ave Maria)
- 1969: Hügel der blutigen Stiefel (La Collina degli stivali)
- 1972: Zwei Himmelhunde auf dem Weg zur Hölle (Più forte, ragazzi!)
- 1974: J & M – Dynamit in der Schnauze (Joe e Margherito)